# رغنغس
رِغِنغُس أو (نقحرة: ريغوينغوس) هي مدينة من مدن البرتغال. يبلغ عدد سكانها 10,828 نسمة وذلك حسب إحصائيات سنة 2011. تبلغ مساحتها 464.00 كم².

## معرض صور

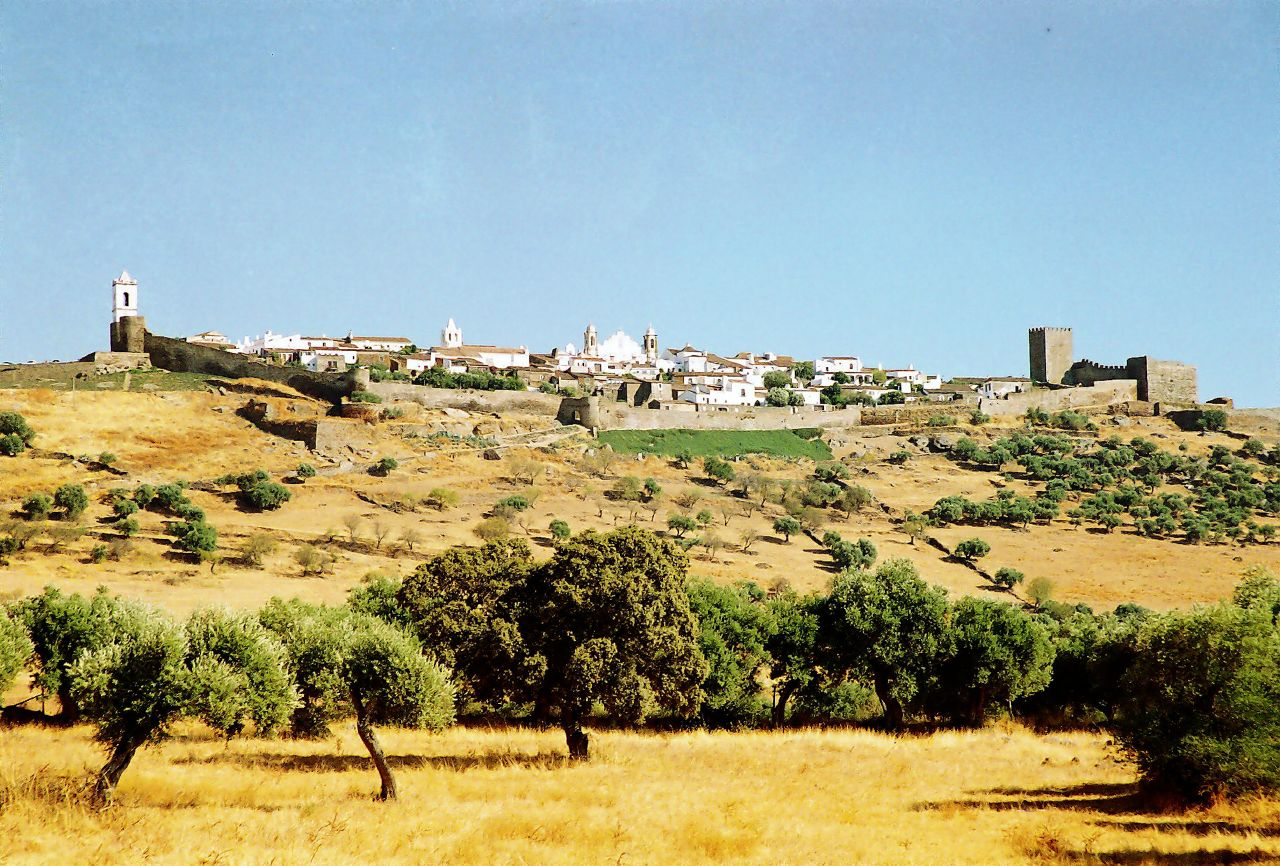
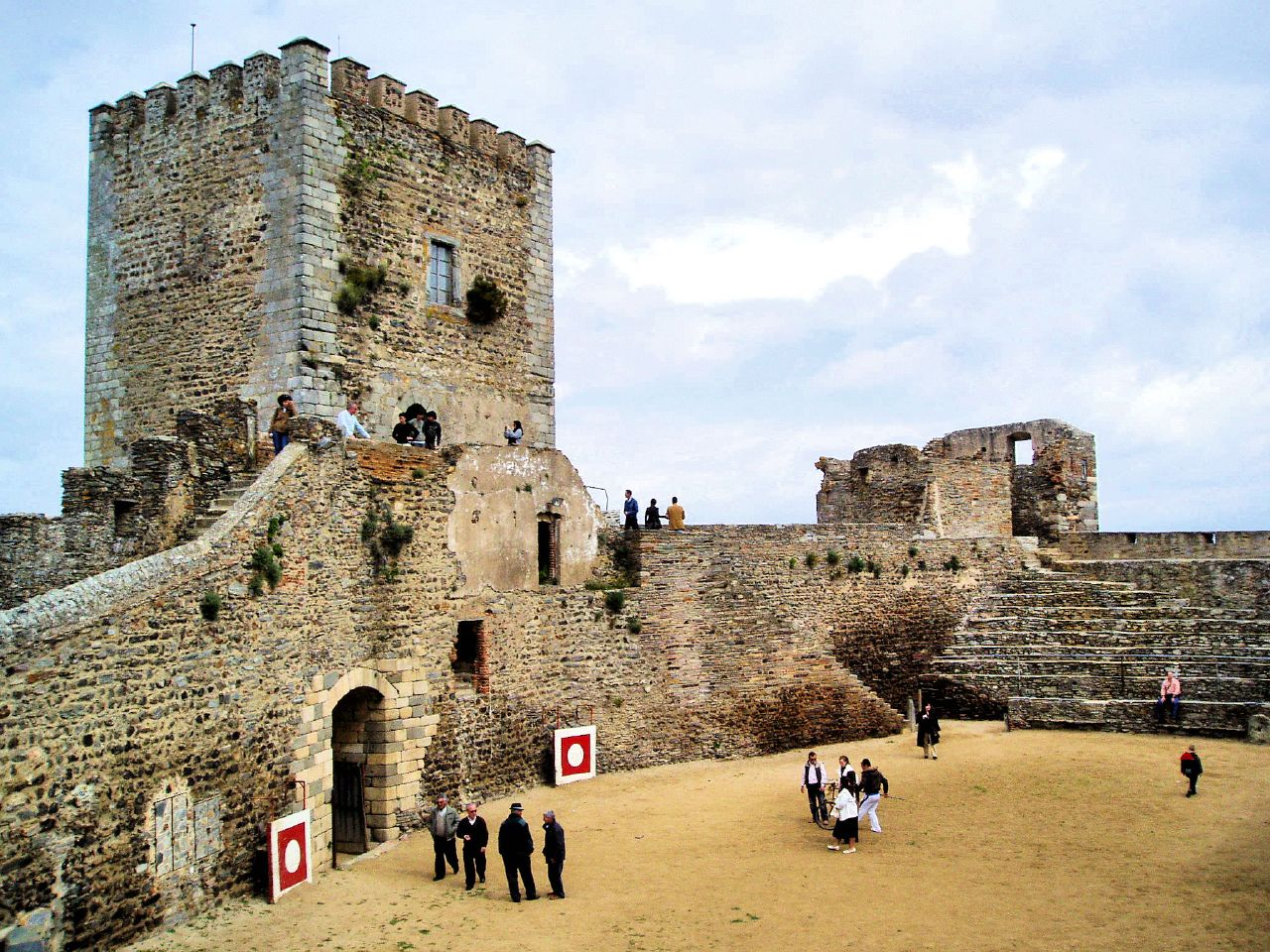
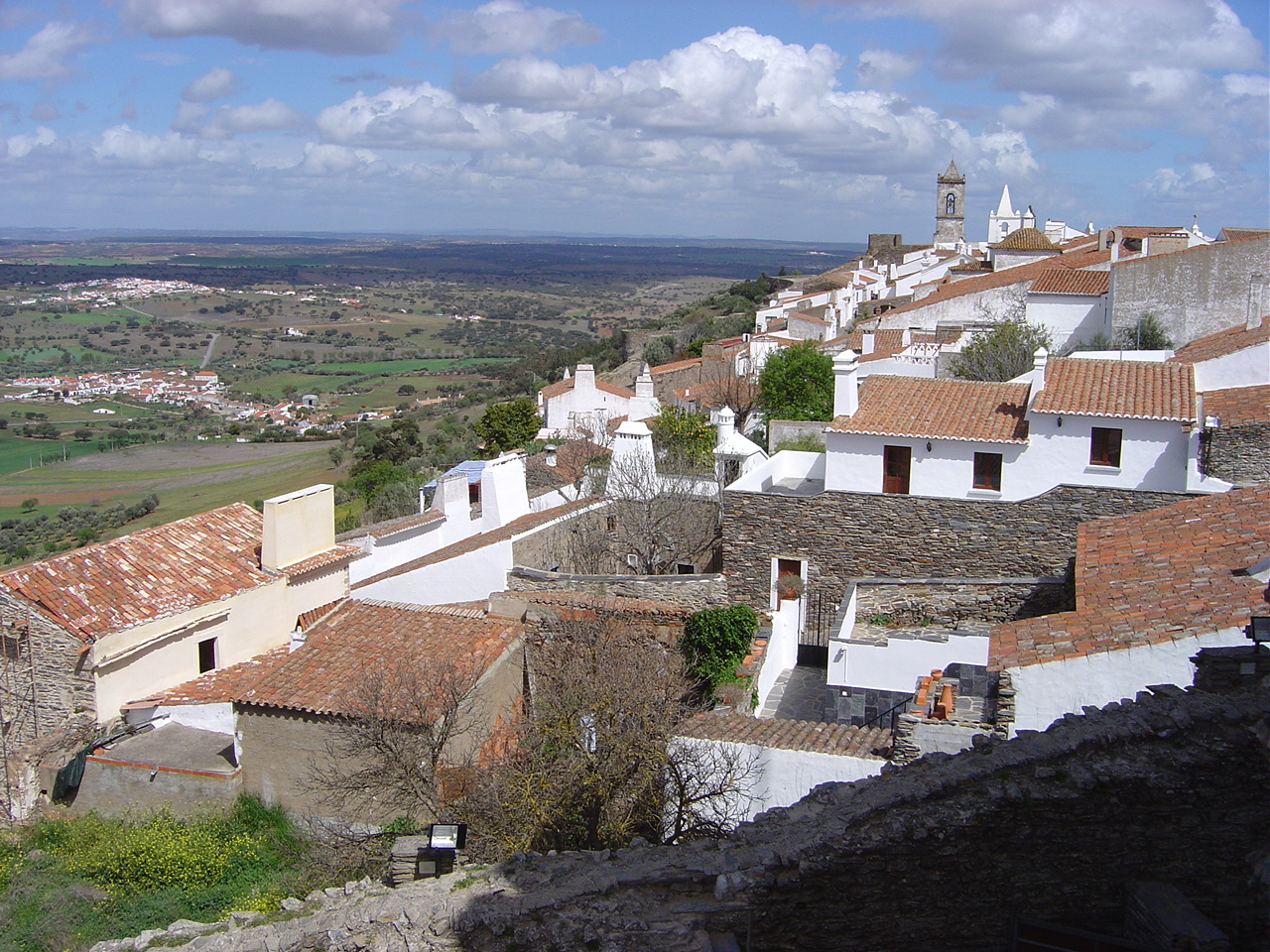
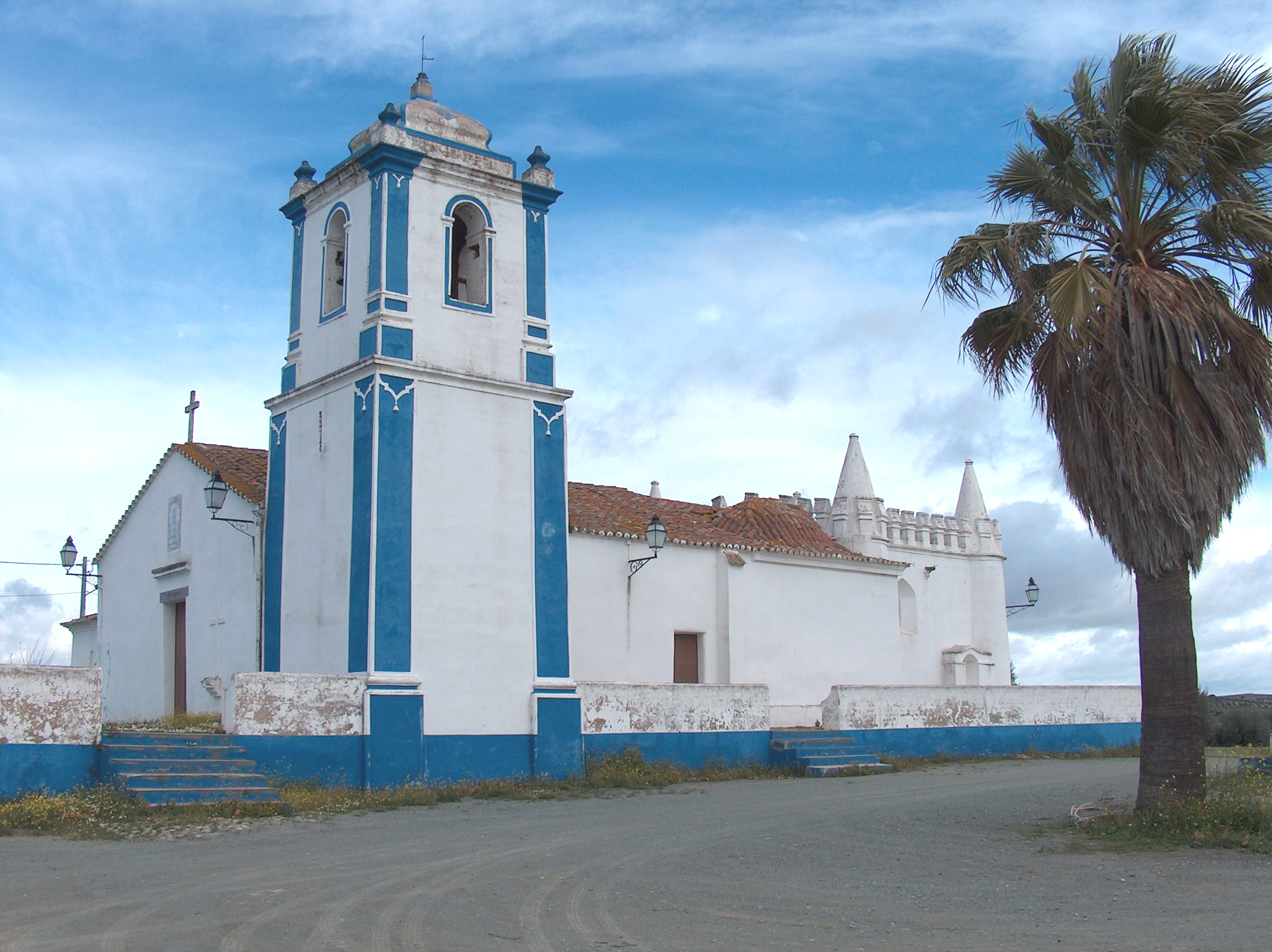

## وصلات خارجية
- الموقع الرسمي